# Krimovica
Krimovica este un sat din comuna Kotor, Muntenegru. Conform datelor de la recensământul din 2003, localitatea are 55 de locuitori (la recensământul din 1991 erau 70 de locuitori).

## Demografie
În satul Krimovica locuiesc 48 de persoane adulte, iar vârsta medie a populației este de 48,3 de ani (52,0 la bărbați și 45,4 la femei). În localitate sunt 23 de gospodării, iar numărul mediu de membri în gospodărie este de 2,39.
Această localitate este populată majoritar de sârbi (conform recensământului din 2003).
|  |

| Demografie | Demografie | Demografie |
| An         | Locuitori  | Locuitori  |
| ---------- | ---------- | ---------- |
|            |            |            |
|            |            |            |
|            |            |            |
|            |            |            |
| 1948       | 186        |            |
| 1953       | 168        |            |
| 1961       | 176        |            |
| 1971       | 180        |            |
| 1981       | 115        |            |
| 1991       | 70         | 70         |
| 2003       | 60         | 55         |

| \| Componența etnică conform recensământului din 2003[2] \| Componența etnică conform recensământului din 2003[2] \| Componența etnică conform recensământului din 2003[2] \| Componența etnică conform recensământului din 2003[2] \| Componența etnică conform recensământului din 2003[2] \| \| ----------------------------------------------------- \| ----------------------------------------------------- \| ----------------------------------------------------- \| ----------------------------------------------------- \| ----------------------------------------------------- \| \| \| \| \| \| \| \| Sârbi \| Sârbi \| \| 49 \| 89,09% \| \| Muntenegreni \| Muntenegreni \| \| 4 \| 7,27% \| \| necunoscută \| necunoscută \| \| 0 \| 0% \| |              |  |    |        |
| Componența etnică conform recensământului din 2003 |              |  |    |        |
| |              |  |    |        |
| Sârbi | Sârbi        |  | 49 | 89,09% |
| Muntenegreni | Muntenegreni |  | 4  | 7,27%  |
| necunoscută | necunoscută  |  | 0  | 0%     |